# 97-я стрелковая дивизия (2-го формирования)
97 стрелковая дивизия 2-го формирования — воинское формирование Вооружённых Сил СССР в Великой Отечественной войне. Период боевых действий: с 26 февраля 1942 года по 10 апреля 1943 года. 

## Полное название
97 стрелковая дивизия

## История
08.12.1941 года сформирована в Забайкальском Военном Округе в районе станции Дивизионной (Улан-Удэ) как 456-я стрелковая дивизия на основании постановления ГКО № 935 от 22.11.1941 года.
01.02.1942 начала переброску в Вожега (МВО).
12.02.1942 в пути перенацелена на Козельск, Лихвин в состав 16-й Армии Западного Фронта, разгрузилась на станции Калуга и Тихоновая Пустынь.
В феврале 1942 233-й стрелковый полк передан в 328-ю стрелковую дивизию, остальные части дивизии получили задачу перейти в наступление 9 марта 1942 в районе Сухиничи, первая атака была неудачна, дивизия понесла потери.
28.02.1942 переименована в 97-ю стрелковую дивизию.
С 27 марта по 2 апреля 1942 г. в результате продвижения дивизия освободила районный центр Думиничи и вышла к реке Жиздра, где перешла к обороне.
06.07.1942 — 12.07.1942 участвовала в частной наступательной операции 16-й Армии, в дальнейшем в длительной обороне.
22.02.1943 — 25.02.1943 участвовала в неудачном наступлении на Орловском направлении.
В марте 1943 выведена во второй эшелон.

10.04.1943 преобразована в 83-ю гвардейскую стрелковую дивизию.

## Состав
- 69-й стрелковый полк (майор В. К. Ревенко)
- 136-й стрелковый полк
- 233-й стрелковый полк
- 41-й артиллерийский полк
- 87-й отдельный артиллерийский противотанковый дивизион
- 119-я зенитная автотранспортная рота
- 139-й отдельный миномётный дивизион (до 22.10.42 г.)
- 66-я отдельная рота разведки
- 32-й отдельный сапёрный батальон
- 47-й отдельный батальон связи (на момент формирования 47-я отдельная рота связи)
- 41-й медико-санитарный батальон
- 68-я отдельная рота химзащиты
- 39-я автотранспортная рота
- 455-я полевая хлебопекарня
- 920-й дивизионный ветеринарный лазарет
- 1664-я полевая почтовая станция
- 1097-я полевая касса Госбанка

## Подчинение
| На дату    | Фронт (округ)       | Армия      | Корпус (группа) |
| ---------- | ------------------- | ---------- | --------------- |
| 01.01.1942 | Забайкальский фронт | -          | -               |
| 01.02.1942 | Забайкальский фронт | -          | -               |
| 01.03.1942 | Западный фронт      | 16-я армия | -               |
| 01.04.1942 | Западный фронт      | 16-я армия | -               |
| 01.05.1942 | Западный фронт      | 16-я армия | -               |
| 01.06.1942 | Западный фронт      | 16-я армия | -               |
| 01.07.1942 | Западный фронт      | 16-я армия | -               |
| 01.08.1942 | Западный фронт      | 16-я армия | -               |
| 01.09.1942 | Западный фронт      | 16-я армия | -               |
| 01.10.1942 | Западный фронт      | 16-я армия | -               |
| 01.11.1942 | Западный фронт      | 16-я армия | -               |
| 01.12.1942 | Западный фронт      | 16-я армия | -               |
| 01.01.1943 | Западный фронт      | 16-я армия | -               |
| 01.02.1943 | Западный фронт      | 16-я армия | -               |
| 01.03.1943 | Западный фронт      | 16-я армия | -               |
| 01.04.1943 | Западный фронт      | 16-я армия | -               |

## Командиры
- Щенников, Александр Александрович (08.12.1941 — 17.03.1942), полковник.
- Подшивайлов, Денис Протасович (18.03.1942 — 07.06.1942), полковник.
- Воробьёв, Яков Степанович (08.06.1942 — 09.01.1944), полковник (с 27.01.1943 генерал-майор).

## Память
Дивизия упомянута на плите мемориального комплекса «Воинам-сибирякам», Ленино-Снегирёвский военно-исторический музей.

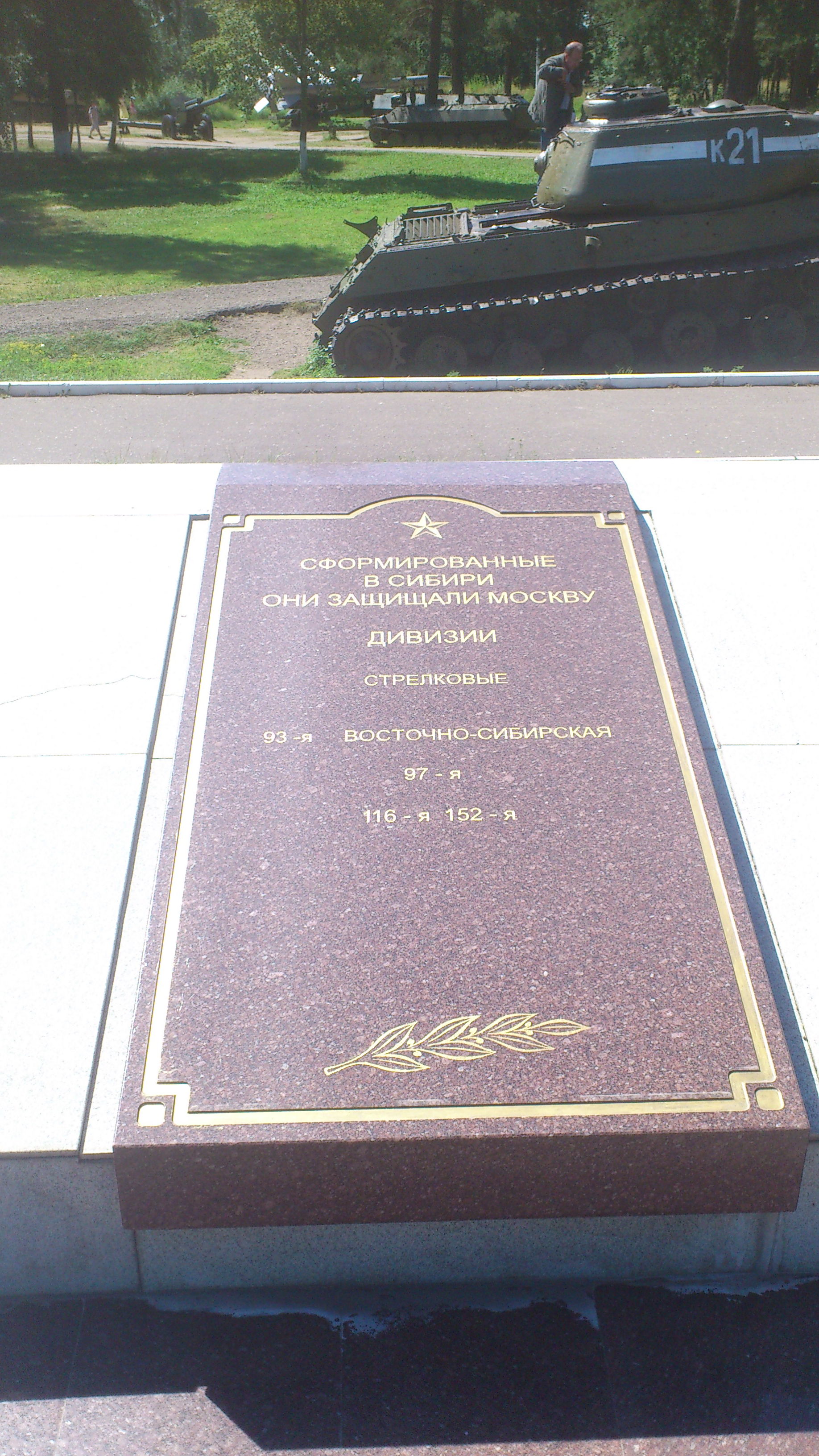
«Сформированные в Сибири, они защищали Москву» — на плите мемориального комплекса «Воинам-сибирякам».
Мемориальный комплекс «Воинам-сибирякам», Ленино-Снегирёвский военно-исторический музей.